# Chris Anderson
Chris Anderson, född 9 juli 1961 i London, är en brittisk-amerikansk journalist och tidigare chefredaktör för teknologitidskriften Wired. Han myntade begreppet Den långa svansen. Han är medgrundare och VD till företaget 3D Robotics, som tillverkar drönare.